# Mosnay
Mosnay és un municipi francès, situat al departament de l'Indre i a la regió de Centre – Vall del Loira. L'any 2007 tenia 464 habitants.

## Demografia

### Població
El 2007 la població de fet de Mosnay era de 464 persones. Hi havia 196 famílies, de les quals 48 eren unipersonals (24 homes vivint sols i 24 dones vivint soles), 84 parelles sense fills, 56 parelles amb fills i 8 famílies monoparentals amb fills.
La població ha evolucionat segons el següent gràfic:
Habitants censats

### Habitatges
El 2007 hi havia 249 habitatges, 198 eren l'habitatge principal de la família, 27 eren segones residències i 24 estaven desocupats. 239 eren cases i 4 eren apartaments. Dels 198 habitatges principals, 165 estaven ocupats pels seus propietaris, 28 estaven llogats i ocupats pels llogaters i 5 estaven cedits a títol gratuït; 11 tenien dues cambres, 39 en tenien tres, 55 en tenien quatre i 93 en tenien cinc o més. 76 habitatges disposaven pel capbaix d'una plaça de pàrquing. A 67 habitatges hi havia un automòbil i a 110 n'hi havia dos o més.

### Piràmide de població
La piràmide de població per edats i sexe el 2009 era:
| Homes | Edats   | Dones |
| ----- | ------- | ----- |
| 0     | 95 o +  | 0     |
| 4     | 90 a 94 | 0     |
| 0     | 85 a 89 | 8     |
| 8     | 80 a 84 | 0     |
| 20    | 75 a 79 | 12    |
| 12    | 70 a 74 | 16    |
| 8     | 65 a 69 | 4     |
| 24    | 60 a 64 | 16    |
| 12    | 55 a 59 | 4     |
| 12    | 50 a 54 | 20    |
| 16    | 45 a 49 | 16    |
| 20    | 40 a 44 | 20    |
| 12    | 35 a 39 | 20    |
| 16    | 30 a 34 | 8     |
| 4     | 25 a 29 | 24    |
| 4     | 20 a 24 | 16    |
| 16    | 15 a 19 | 12    |
| 12    | 10 a 14 | 20    |
| 8     | 5 a 9   | 4     |
| 12    | 0 a 4   | 8     |

## Economia
El 2007 la població en edat de treballar era de 295 persones, 226 eren actives i 69 eren inactives. De les 226 persones actives 211 estaven ocupades (116 homes i 95 dones) i 15 estaven aturades (7 homes i 8 dones). De les 69 persones inactives 34 estaven jubilades, 18 estaven estudiant i 17 estaven classificades com a «altres inactius».

### Ingressos
El 2009 a Mosnay hi havia 209 unitats fiscals que integraven 505 persones, la mediana anual d'ingressos fiscals per persona era de 16.296 €.

### Activitats econòmiques
Dels 8 establiments que hi havia el 2007, 1 era d'una empresa de construcció, 2 d'empreses de comerç i reparació d'automòbils, 1 d'una empresa de transport, 3 d'empreses d'hostatgeria i restauració i 1 d'una empresa classificada com a «altres activitats de serveis».
Dels 3 establiments de servei als particulars que hi havia el 2009, 1 era una oficina de correu, 1 guixaire pintor i 1 restaurant.
L'any 2000 a Mosnay hi havia 21 explotacions agrícoles que ocupaven un total de 1.700 hectàrees.

## Equipaments sanitaris i escolars
El 2009 hi havia una escola elemental integrada dins d'un grup escolar amb les comunes properes formant una escola dispersa.

## Poblacions més properes
El següent diagrama mostra les poblacions més properes.